# Vanna (Band)
Vanna war eine 2004 gegründete Post-Hardcore-/Metalcore-Band aus Boston, Massachusetts. Sie gab 2017 ihre Trennung bekannt.

## Geschichte

### 2004–2005: Gründungsphase undThis Will Be Our Little Secret
Gegründet wurde Vanna im Dezember 2004 als Musikprojekt von Nicholas Lambert (Rhythmusgitarre, Backgroundgesang) und Evan Pharmakis (Leadgitarre, Klargesang) in Boston, Massachusetts. Das Duo nahm ein Demo in Lamberts Zimmer des Studentenwohnheimes der University of Massachusetts auf. Da weder Lambert noch Pharmakis Schlagzeug spielen konnte, wurde ein Drumcomputer eingesetzt.
Kurz darauf stießen Brandon Davis (Schlagzeug), Shawn Marquis (E-Bass) und Joe Bragel (Gesang) zu den beiden Musikern. Gemeinsam nahmen die fünf jungen Musiker die EP This Will Be Our Little Secret auf. Insgesamt wurden lediglich fünf Kopien gepresst, obwohl eine maximale Auflage von 40 Tonträgern angestrebt wurde. Dennoch konnte sich die Gruppe eine größere lokale Fanbase aufgrund dieser EP erarbeiten. Diese EP verschaffte der Band sogar einen Plattenvertrag bei Epitaph Records.

### 2005–2009: Zeit bei Epitaph Records
Die erste Veröffentlichung bei Epitaph Records erschien im März 2006. Es war eine Split-EP mit der US-amerikanischen Band Therefore I Am. Von dieser Split-CD wurden lediglich 500 Tonträger gepresst. Bereits im Februar 2006 arbeitete die Band an einer weiteren EP. Diese heißt The Search Party Never Came und wurde im Juni 2006 auf dem Markt gebracht. Noch während der Arbeiten im Studio beschloss die Gruppe, sich von ihrem Sänger Joe Bragel zu trennen. Nicholas Lambert nahm für die weitere Produktion dessen Platz als Frontsänger ein. Nach der Herausgabe der EP wurde Chris Preece als neuer Frontsänger der Band vorgestellt.
Den ganzen Sommer des Jahres 2006 verbrachte die Band auf Tour, ehe im Oktober das Studio bezogen wurde, um mit Produzent Matt Bayles das Debütalbum aufzunehmen. Die Aufnahmen dauerten den ganzen November an. Mitte Dezember 2006 waren die Studioarbeiten abgeschlossen. Im Februar 2007 begann die Gruppe mit einer Konzertreise als Begleitung von The Esoteric. Im April 2007 erschien schließlich das Debütalbum, das Curses heißt. Im Februar 2008 verließ Schlagzeuger Brandon Davis Vanna und gründete seine eigene Band, Lions Lions. Zu diesem Zeitpunkt befand sich die Gruppe auf einer Konzerttour, welche mit Ryan Seaman, einem Session-Musiker und Freund der Band, fortgesetzt wurde. Als die Gruppe begann, an ihrem zweiten Album zu arbeiten, wurde Chris Campbell als neuer Schlagzeuger der Band vorgestellt. Im März 2009 erschien das zweite Album, A New Hope, über Epitaph Records.
Im Juli 2009 verließ Chris Preece aufgrund persönlicher Differenzen die Band. Die Sommer-Tournee mit A Static Lullaby setzte die Band mit Preece fort. Sein letztes Konzert mit Vanna bestritt er auf der Warped Tour in Mansfield, Massachusetts. Auf diesem Konzert wurde Davey Muise als neuer Frontsänger bekanntgegeben.

### 2010–2013: Wechsel zu Artery Recordings
Im August 2010 wurde bekannt, dass die Gruppe einen Plattenvertrag bei Artery Recordings unterschrieben habe. Die erste Veröffentlichung auf dem neuen Label war die EP The Honest Hearts, welche noch im Oktober des gleichen Jahres erschien. Im Januar 2011 gab die Gruppe bekannt, mit Produzent Matt Goldman das Studio zu beziehen, um am dritten Album zu arbeiten. Das Album heißt And They Came Baring Bones und wurde im Juni 2011 offiziell veröffentlicht. Im Oktober 2011 tourte die Gruppe im Rahmen der Never Say Die! Tour durch Europa. Mit dabei waren unter anderem Suicide Silence, The Human Abstract, As Blood Runs Black und Emmure. Im Februar 2012 gaben Chris Campbell und Gründungsmitglied Evan Pharmakias aufgrund familiärer und finanzieller Gründe den Ausstieg aus der Band bekannt. Eric Gross übernahm den Posten des Schlagzeugers und Joel Pastuszak wurde als neuer Gitarrist und Backgroundsänger bei Vanna integriert. Im Juni 2013 spielte Vanna erstmals auf dem Summerblast Festival im Exzellenzhaus in Trier. Den Sommer 2012 verbrachte die Gruppe auf der Warped Tour. Im September und Oktober 2012 tourte Vanna mit Oceano und For All Those Sleeping als Vorgruppe von Iwrestledabearonce durch Europa. Die Auftritte fanden in Deutschland, im Vereinigten Königreich, Italien, Österreich, Belgien, Norwegen, Schweden, Dänemark, in der Slowakei sowie in den Niederlanden und der Schweiz statt. Bereits im Februar tourte die Gruppe mit Hundredth durch Europa.
Am 19. März 2013 erschien das vierte Studioalbum The Few and the Far Between über Artery Recordings. Einen Großteil des Jahres verbrachte die Band mit touren. Diese gingen bis Anfang 2014. Im November 2013 verkündete die Gruppe, dass sie eine weitere EP veröffentlichen würden. Diese wurde komplett aus eigener Tasche finanziert. Sie heißt Preying/Purging und erschien im Dezember 2013.

### Seit 2014: Wechsel zu Pure Noise Records
Im Februar 2014 gab die Band den Wechsel zu Pure Noise Records bekannt. In selbiger Mitteilung wurde berichtet, dass Vanna 2014 nach 2012 erneut die komplette Warped Tour absolvieren wird. Im April 2014 teilte die Gruppe mit, dass das fünfte Studioalbum im Juni 2014 veröffentlicht werden soll. Das Album trägt den Namen Void.
Am 28. April 2017 gaben die Musiker die Auflösung der Band und eine Abschiedstournee bekannt.

## Diskografie

### Demos
- 2005: Demo

### EPs
- 2005: This Will Be Our Little Secret
- 2006: The Search Party Never Came (Epitaph Records)
- 2010: The Honest Hearts (Artery Recordings)
- 2013: Preying/Purging (Artery Recordings)

### Alben
- 2007: Curses (Epitaph Records)
- 2009: A New Hope (Epitaph Records)
- 2011: And They Came Baring Bones (Artery Recordings)
- 2013: The Few and the Far Between (Artery Recordings)
- 2014: Void (Pure Noise Records)
- 2016: All Hell (Pure Noise Records)

### Split-CDs
- 2006: Split-EP mit Therefore I Am (Robotica Records)